# Kinesis
Kinesis – rodzaj skorków z rodziny Chelisochidae. Jedyny z monotypowej podrodziny Kinesinae.
Są to średnich rozmiarów skorki, nie przekraczające jednak 12 mm długości mierzonej wraz ze szczypcami. Gładka głowa ma słabo zaznaczone szwy i stosunkowo małe oczy. Czułki mają trzeci człon stosunkowo krótki, czwarty jeszcze trochę krótszy i cylindryczny, a piąty mniej więcej takiej samej długości jak trzeci. Umiarkowanych rozmiarów przedplecze mniej więcej dorównuje długością głowie i krótkim, kwadratowym w zarysie pokrywom (tegminom). Brzegi tylne pokryw są ścięte, a wzdłuż niemal całej długości ich brzegów bocznych biegną ostre kile podłużne. Tylna para skrzydeł jest zanikła. Ostatni z tergitów odwłoka jest u samców nabrzmiały i może być zaopatrzony we wzgórki grzbietowe. Przysadki odwłokowe (szczypce) są krótkie i przysadzistej budowy, u samic proste, zaś u samców zakrzywione łukowato. 
Przedstawiciele rodzaju zasiedlają krainę orientalną.
Rodzaj ten wprowadzony został w 1907 roku przez Malcolma Burra. Nazwa rodzajowa pochodzi od greckiego κινηεσις, oznaczającego: „ruch”. Dawniej łączony był z rodzajem Chelisochella w utworzoną w 1975 przez Henrika Steinmanna podrodzinę Chelisochellinae. Rodzaj Chelisochella przeniesiony został potem do Chelisochinae, a rodzaj Kinesis pozostał w monotypowej podrodzinie Kinesinae.
Do rodzaju tego należą 4 opisane gatunki:
- Kinesis mounseyi Burr, 1916
- Kinesis punctulata (Burr, 1897)
- Kinesis significans Steinmann, 1990
- Kinesis werneri Srivastava, 1978